# Marius Corbett
Marius Corbett, född 26 september 1975 i Potchefstroom, är en sydafrikansk före detta friidrottare som tävlade i spjutkastning.
Corbett blev 1994 juniorvärldsmästare i spjutkastning och följde upp detta 1997 genom att vinna VM i Athen. 1998 noterade Corbett sitt personliga rekord 88,75 vilket fortfarande är afrikanskt mästerskapsrekord i spjut. Rekordet noterade han i Kuala Lumpur under Samväldesspelen 1998 där rekordet även räckte till guld.